# Tamayo Kisaki
Tamayo Kizaki (木崎 珠代 Kizaki Tamayo?) Tamayo Kizaki es un personajes de la serie Angelic Layer. Es una tomboy amiga de Kōtarō Kobayashi desde la infancia. Es aficionada a la lucha libre y se hace gran amiga de Misaki, a quien llama Misakichi.

## Tamayo enAngelic Layer
Tamayo Kizaki es una tomboy alegre y muy salvaje, amiga de Kotaro desde la infancia. Tamayo se la pasa golpeando a Kotaro por diversión, aunque esto le sirve a Misaki para aprender nuevos movimientos de pelea con Hikaru. Se lleva muy bien con Misaki desde que se conocen. Se le declara a Kotaro y el acepta a condición de que deje de pegarle y cambia su actitud ruda. En cambio en el manga, se hace novia de Ohjiro pues tienen mucho en común y no deja su actitud salvaje llamando a Kotaro simplon. Es el personaje más popular de la serie antes de Ohjiro y después de Misaki.

## Vida Amorosa
- Kōtarō Kobayashi - A Tamayo le gusta golpear y probar vestidos en Kotaro por diversión pero en el fondo lo ama. Se le declara y se hacen novios, dejando de ser una tomboy.

- Ohjiro Mihara - No muestran ninguna relación en el anime, pero en el manga Tamayo cree que Ohjiro tiene uns linda cara. Descubren que tienen mucho en común y se hacen novios.

## Tamayo enTsubasa: RESERVoir CHRoNiCLE
Tamayo junto a Shoko Asami y Ohjiro Mihara aparecen en la Ciudad Piffle para guiar a Sakura y Syaoran.

## Tamayo enKobato
Tamayo aparece vendiendo cerveza junto a Misaki Suzuhara en una escena de Kobato. Aparecen de 14 años y Misaki cree que vender cerveza está mal por ser menores de edad. Tamayo le convence de que la están vendiendo y no la están tomando. Kobato, desesperada, se les aparece queriendo comprar una cerveza para Iororgi y Misaki se la da.
- Datos: Q6138450